# 시카고 피자

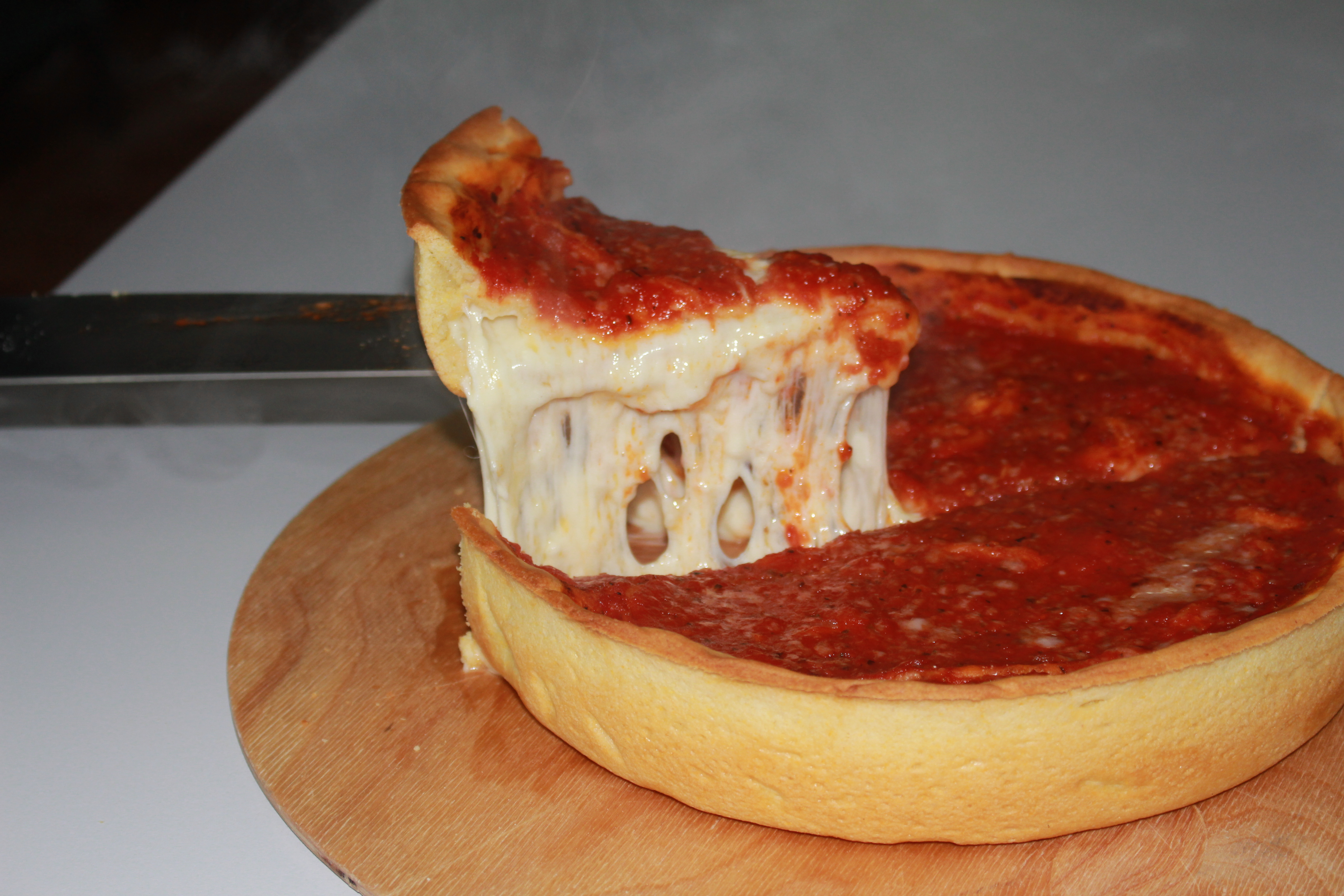
시카고 스타일의 딥디시 피자

시카고 피자(영어: Chicago-style pizza)는 피자의 종류 중 하나로, 미국 일리노이주 시카고가 발상이다. 시카고 피자라고 하면 주로 속이 꽉찬 스터프트 피자(stuffed pizza)나 두께가 두꺼운 딥디시 피자(deep-dish pizza)를 의미한다. 딥디시 피자를 굽는 팬은 피자의 가장자리가 특징적으로 높아서 많은 양의 치즈와 청키한 토마토 소스를 넣을 수 있는 충분한 공간을 제공한다. 시카고 스타일 딥디시 피자는 딥디시 스타일과 속을 채운 피자로 준비될 수 있다. 시카고 스타일의 씬크러스트 피자 반죽을 말아서 다른 씬크러스트 스타일보다 더 얇고 바삭한 크러스트를 만든다. 씬크러스트 피자는 조각이 아닌 사각형으로 절단되며 "테번 스타일"(tavern-style) 피자라고도 한다.

## 딥디시
시카고의 공식 문화 역사가인 팀 사무엘슨(Tim Samuelson)에 따르면, 시카고 스타일 딥디시(deep-dish) 피자를 누가 발명했는지 확실하게 판단할 수 있는 문서가 충분하지 않다. 시카고 스타일의 딥디시 피자는 1943년 우노의 창업자인 아이크 세웰(Ike Sewell)이 시카고의 피자리아 우노(Pizzeria Uno)에서 발명했다는 이야기가 자주 전해지고 있다. 그러나 시카고 데일리 뉴스(Chicago Daily News)의 1956년 기사에서는 우노의 원래 피자 셰프인 루디 말나티(Rudy Malnati)가 이 레시피를 개발했다고 주장하고 시카고 트리뷴의 미셸 모어(Michele Mohr)는 사베리오 로사티의 후손에 따르면 로사티스 오센틱 시카조 피자(Rosati's Authentic Chicago Pizza)가 1926년에 문을 연 이후 메뉴에 깊은 요리가 포함되어 있다고 보고했다.

딥디시 피자
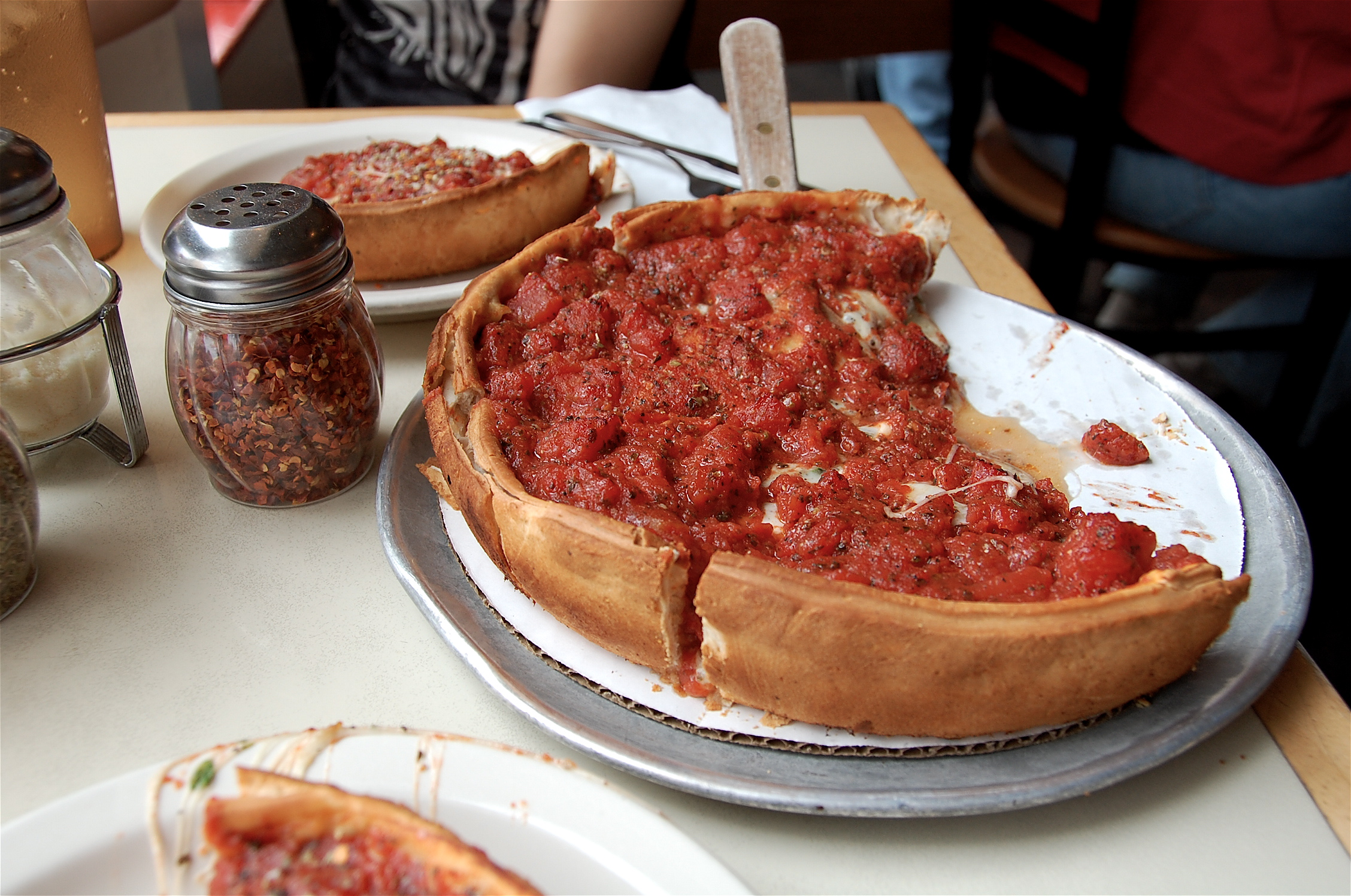
캘리포니아주의 딥디시 피자
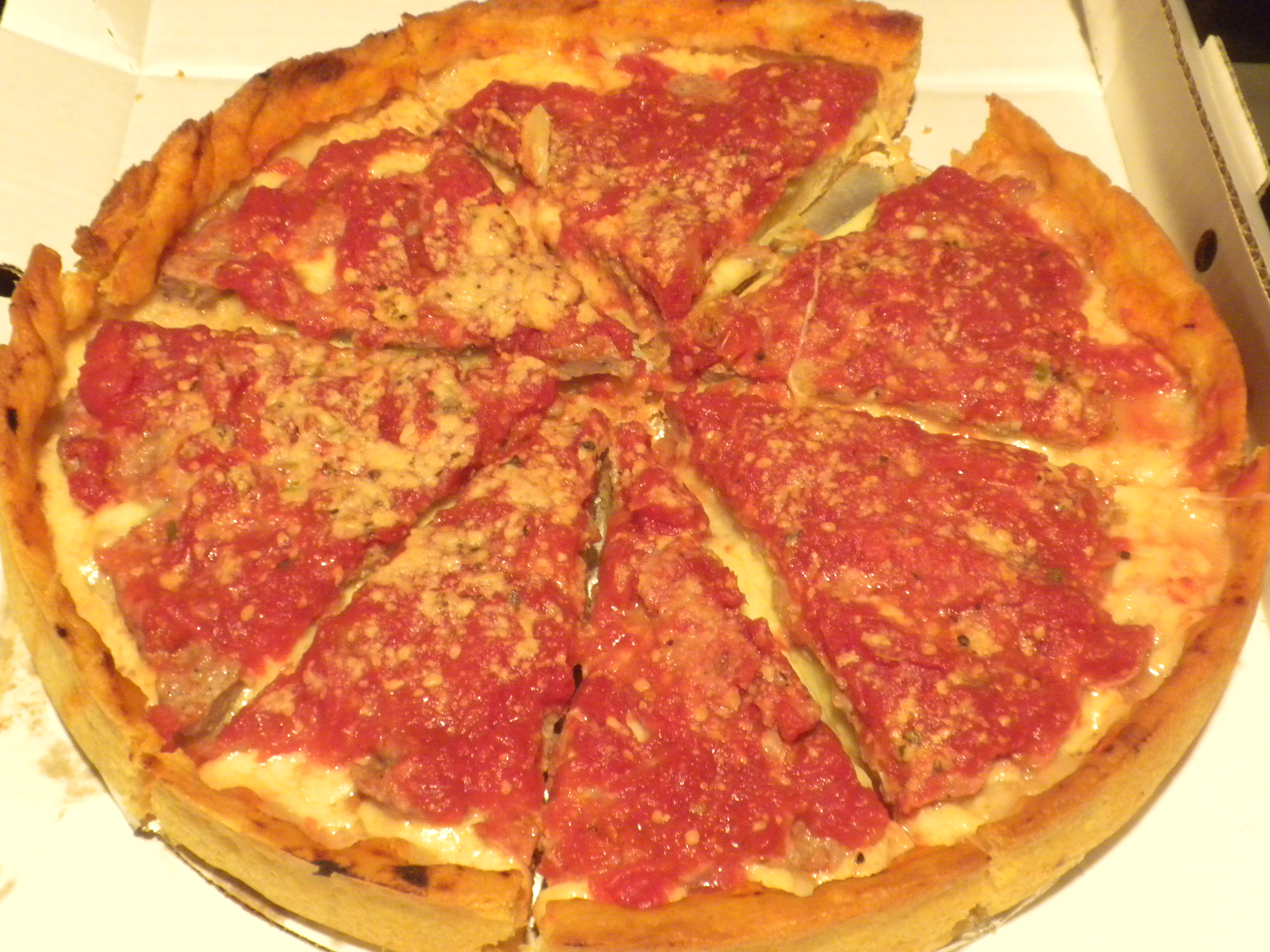
로우 말나티스의 딥디시 피자

## 스터프드 피자
1970년대 중반까지 로코 팔레스(Rocco Palese)가 설립한 낸시즈 피자(Nancy's Pizza)와 에프렌(Efren) 및 조지프 보글리오(Joseph Boglio) 형제가 운영하는 지오다노스 피저리아(Giordano's Pizzeria)라는 두 개의 시카고 체인이 딥디시 피자를 실험하기 시작하여 스터프드 피자(stuffed pizza)를 만들었다. 팔레스는 이탈리아 반도의 최남단에 있는 바실리카타주의 고향인 포텐차의 이탈리아 부활절 파이인 스카세다(scarcedda)에 대한 어머니의 요리법을 기반으로 했으며, 이탈리아에서는 피자 루스티카 루카나(Lucana)로 더 일반적으로 알려져 있다. 스터프드 피자와 딥디시 피자의 주된 차이점은 스터프드 피자는 일반적으로 더 깊고, 토핑을 덮고 있는 또 다른 반죽 층이 있으며, 딥디시 피자보다 치즈가 더 많은 반면, 딥디시에는 소스가 더 많은 경향이 있다는 것이다.

## 씬크러스트 피자

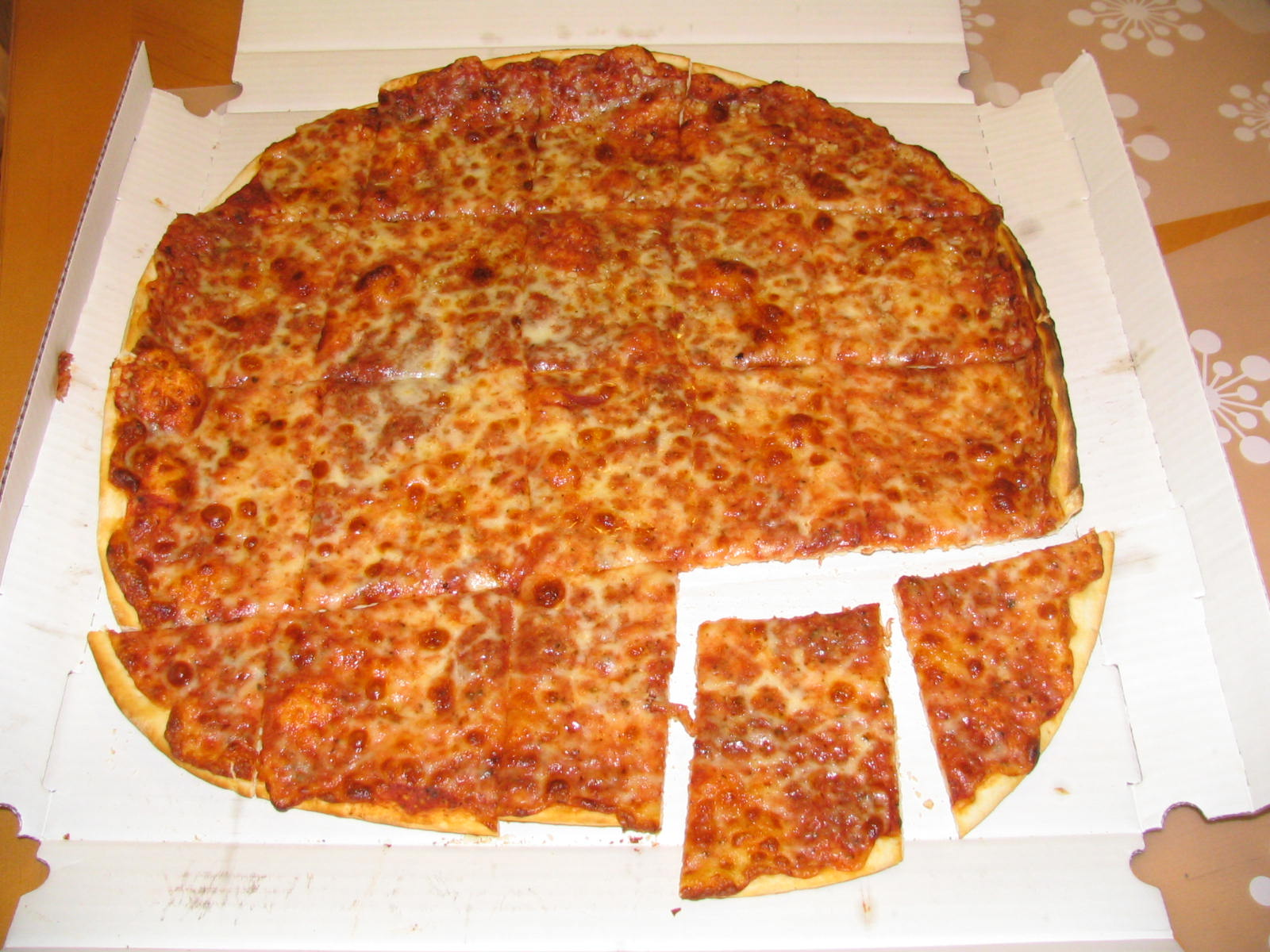
시카고 스타일 테번 스타일 씬크러스트 피자

시카고와 나머지 중서부 지역에서는 씬크러스트(thin-crust) 피자 스타일도 있다. 크러스트가 얇고 단단해서 뉴욕식 피자와 달리 크런치가 눈에 띈다. 뉴욕에 있는 동안 이탈리아에서 이민 온 제빵사들은 손으로 반죽을 던지는 전통적인 방법을 사용하여 피자를 만들었다. 시카고의 씬크러스트 피자를 처음 개발한 선술집 주인은 대신 반죽을 굴리거나 기계식 시터를 사용했다. 이로 인해 손으로 던진 피자에 비해 껍질이 더 얇아졌다.
이 피자는 웨지 모양이 아닌 "테번 스타일"(tavern-style) 또는 "파티 컷"(party cut)이라고도 알려진 사각형으로 절단된다. "테번 스타일"이라는 이름은 원래 테번, 즉 선술집에서 종종 술을 마시도록 유도하기 위해 제공되었던 피자에서 유래되었다. 테번의 이러한 기원은 피자의 모양과도 관련이 있다. 슬라이스의 사각형 모양으로 인해 접시가 없는 선술집에서는 대신 냅킨 위에 놓을 수 있었기 때문이다.
그럽허브 데이터와 시카고 피자 투어스(Chicago Pizza Tours)에 따르면 씬크러스트가 현지인들 사이에서 더 널리 알려진 딥디시 스타일보다 더 많이 팔린다. 테크노믹스(Technomics) 식품 산업 연구원 대런 트리스타노(Darren Tristano)는 배달 서비스의 사용자 인구 통계를 기반으로 그럽허브의 결론에 의문을 제기했으며 NPR은 데이터에 그럽허브에 없는 여러 딥디시 체인에 대한 정보가 포함되지 않을 것이라고 지적했다.

## 토핑
북미 지역 대부분의 피자에서 흔히 볼 수 있는 일반적인 토핑(예: 소시지, 페퍼로니, 양파, 버섯)은 시카고 지역 피자 가게에서도 표준이다. 2013년 조사에 따르면 미국 대부분 지역에서 가장 인기 있는 피자 토핑은 페퍼로니인 반면 시카고에서는 가장 인기 있는 토핑이 이탈리안 소시지인 것으로 나타났다.

## 같이 보기
- 팬 피자